# Weihnachtsbaum für den Vatikan

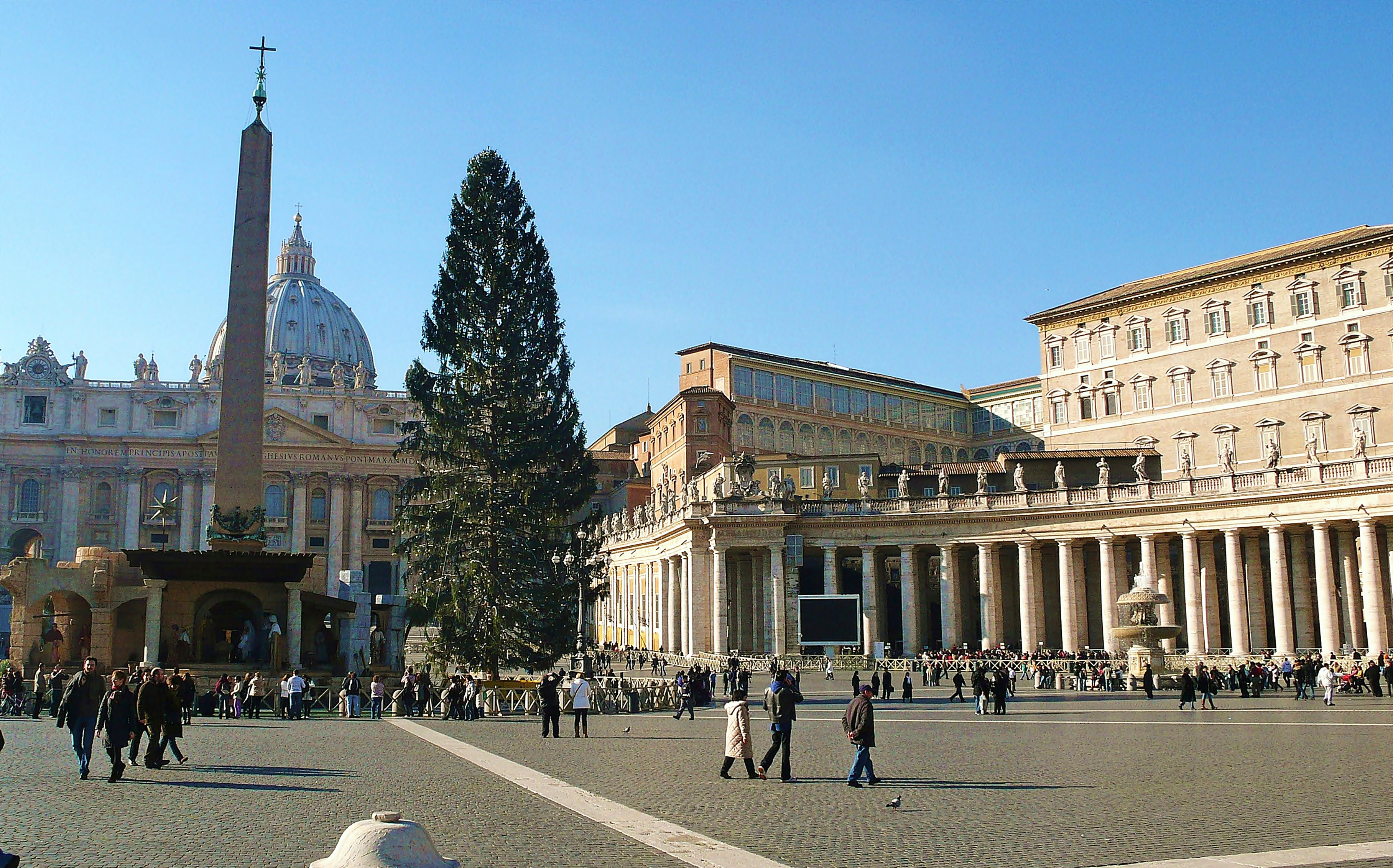
Vatikan-Weihnachtsbaum neben der Krippe auf dem Petersplatz aufgestellt (2011)

Der Weihnachtsbaum für den Vatikan, auch bekannt als Christbaum für den Vatikan, Weihnachtsbaum des Papstes oder Weihnachtsbaum am Petersplatz, wird seit 1982 zwischen Ende November und Anfang Dezember in der Vatikanstadt aufgestellt. Jährlich stellt eine römisch-katholische Gemeinde in Mitteleuropa, der Ursprung der Tradition des Weihnachtsbaums, dem Vatikan einen natürlichen Baum zur Verfügung, der anschließend auf dem Petersplatz aufgestellt und festlich geschmückt wird.

## Geschichte
Die Tradition, im Heiligen Stuhl einen öffentlichen Weihnachtsbaum aufzustellen, etablierte sich im Jahr 1982 während des Pontifikats von Papst Johannes Paul II., der polnischer Herkunft war. Zuvor, seit 1842, wurde lediglich die Weihnachtskrippe mit geschnitzten Holzfiguren aus der Kirche Sant’Andrea della Valle präsentiert. Durch diese Maßnahme wurden die katholischen Gemeinden, die Weihnachten auf diese Weise begehen, integriert. Die Dekoration des Baumes wird von krebskranken Kindern in Krankenhäusern in Rom erstellt und im Rahmen einer Beleuchtungszeremonie am 7. oder 8. Dezember in Anwesenheit des Papstes überreicht.
Aus dem deutschsprachigen Raum wurde der Vatikan-Weihnachtsbaum achtmal aus Österreich und viermal aus Deutschland gestiftet.
Im Jahr 2024 und aufgrund der Proteste der Anwohner, die eine Fällung des Baumes und dessen Transport in den Vatikan verhindern wollten, insbesondere durch Umweltverbände, die das Alter des Baumes als Argument gegen die Fällung anführen, wurde der Vorschlag unterbreitet, den Baum möglicherweise als künstlichen Weihnachtsbaum zu betrachten. Die vorgebrachten Beschwerden zielen darauf ab, diese Tradition zu hinterfragen. Sie argumentieren sowohl hinsichtlich der ökologischen Auswirkungen des Abbaus eines alten Baums als auch in Bezug auf die finanziellen Kosten, die bei der Überführung des Baums in den Vatikan entstehen, wo er für einige Wochen ausgestellt und anschließend entsorgt wird. 2023 wurde der Baum als Material zur Herstellung von Holzspielzeug verwendet, das der Caritas gespendet wurde.